# Muzeum Rolnictwa i Młynarstwa w Rydzynie
Muzeum Rolnictwa i Młynarstwa w Rydzynie – prywatne muzeum położone w Rydzynie, prowadzone przez firmę z siedzibą w Lesznie, będącą własnością Jarosława Jankowskiego.W 2012 roku placówka została przeniesiona do Osiecznej, gdzie działa jako Muzeum Młynarstwa i Rolnictwa w Osiecznej. 

## Historia
Muzeum mieściło się w wiatraku „Józef”, położonym na Młyńskiej Górze. Oryginalny wiatrak powstał w drugiej połowie XVIII wieku. Na jego miejscu  w 1983 roku stanął wiatrak, do którego konstrukcji posłużyły elementy z dwóch innych tego typu obiektów. W 2003 roku obiekt został objęty w dzierżawę przez Jarosława Jankowskiego, który przeprowadził w nim prace remontowe. W rok później otwarte zostało muzeum, które działało przez osiem lat.
Na muzealną ekspozycję składały się dawne urządzenia młyńskie, stanowiące wyposażenia wiatraka oraz kolekcja kamieni młyńskich. Ponadto prezentowane były dawne narzędzia rolnicze.